# Bevc
Bevc je 176. najbolj pogost priimek v Sloveniji, ki ga je po podatkih Statističnega urada Republike Slovenije na dan 31. decembra 2007 uporabljalo 978 oseb.

## Znani nosilci priimka
- Bojan Bevc, "krizni menedžer"
- Cvetka Bevc (*1960), pisateljica, pesnica, mladinska avtorica (ustvarjalka radijskih iger...), scenaristka, urednica...
- Dejan Bevc, arhitekt
- Grega Bevc Haš (1971—2003), pesnik in (black-metal) pevec
- Jani Bevc (1951—2008), slikar tetraplegik
- Jože Bevc (1925—1987), filmski režiser in scenarist
- Ladislav Bevc (1890—1988), gradbeni inženir, Sokol, liberalni politik, politični vodja Sokolske legije, politični emigrant
- Marija Bevc Potočar (1876—1930), publicistka
- Melita Bevc (*1972), pravljičarka, publicistka
- Milan Bevc, dokumentalist?
- Milena Bevc, ekonomistka
- Mirjan Bevc (*1955), gospodarstvenik
- Miro Bevc (1940—1991), prvi zasebni glasbeni producent pri nas
- Peter Bevc (*1973), judoist
- Sebastjan Bevc, zdravnik nefrolog, prof. MF UL
- Stanislav Bevc (*1956), kmet, inženir agronomije, poslanec
- Špela Bevc (*1977), arhitektka, grafična oblikovalka, fotografinja...
- Valentina Bevc Varl, umetnostna zgodovinarka, muzealka (Maribor)
- Vlado (Vladislav) Bevc, dr. fizike v ZDA
- Zdenka Bevc (1928—?), socialna delavka, igralka (članica radijske igralske družine 1948-54, nato v Šentjakobskem gledališču)